# Hedruris spinigera
Hedruris spinigera är en rundmaskart som beskrevs av Edward Baylis 1931. Hedruris spinigera ingår i släktet Hedruris och familjen Habronematidae. Inga underarter finns listade i Catalogue of Life.